# Bruce Preuninger
Bruce Donald Preuninger (?, 1947) is een Amerikaans componist en muziekpedagoog.

## Levensloop
Preuninger studeerde aan de Eastern Washington Universiteit in Cheney (Washington) en behaalde zijn Bachelor of Music. Verder studeerde hij aan de Gonzaga Universiteit in Spokane en behaalde aldaar zijn Master of Arts. Hij was muziekleraar aan openbare scholen in de deelstaat Washington rond 36 jaar. Te eerst was hij in Bellevue (Washington) en later in het "East Valley School District" van Spokane. In 2005 ging hij met pensioen. 
Als componist is hij natuurlijk verder werkzaam. Hij schrift vooral werken voor harmonieorkest.
Sinds 6 juni 1970 is hij met Sharon Harriet Hedley gehuwd.

## Composities

### Werken voor harmonieorkest
- 2000 River Grove Reflections
- 2000 Fantasy on an African-American Spiritual "My Lord! What A Morning"
- 2001 Prairie Schooner
- 2001 Summerset March
- 2002 Canyon Creek Overture
- 2002 Spirit Triumphant
  1. Noble Fanfare
  2. Song of Life
  3. Song of Sorrow
  4. Song of Love
- 2004 Latinesque
- 2005 White Water Journey
- 2007 Mysteries of the Kalahari
- Alpine Overture
- Fair Winds